# St Leonard's Tower (West Malling)
St Leonard's Tower er et normannisk keep i West Malling, Kent, England.
Tårnet blev sandsynligvis opført af Gundulf, biskop af Rochester, mellem 1077 og 1108. Det er en bygning i tre etager, der er opført af lokal sten, og det har været mindst 22 m højt. Op et senere tidspunkt, sandsynligvis under den engelske borgerkrig, blev tårnet ødelagt for at forhindre det blev brugt militært, og den øverste etage blev revet ned.
I løbet af 1900-tallet forfaldt tårnet meget, og i 1937 overtog staten det. I 2000-tallet bliver det drvet af English Heritage og eksteriøret er åbent for offentligheden.. Det er en listed building af første grad.